# 篠坂停車區
篠坂停车区（平假名：しのさかパーキングエリア）是位於岡山縣笠岡市的山陽自動車道之休息區。

## 連接道路
- 山陽自動車道

## 歷史
- 1988年3月1日 - 山陽自動車道福山東IC至倉敷JCT之間，此休息區也同時啟用。

## 休息區設施
- 上行線（岡山、四國、姬路、神戶、大阪方向）
  - 停車場
    - 小型車：26台
    - 大型車：18台

  - 廁所
    - 男士 大型2（和式1、西式1）、小型5
    - 女士 5（和式3、西式2）
    - 輪椅人士專用 1

  - 災害應對型自動售賣機
- 下行線（尾道、廣島、山口方向）
  - 停車場
    - 小型車：26台
    - 大型車：18台

  - 廁所
    - 男士 大型2（和式1、西式1）、小型5
    - 女士 5（和式3、西式12）
    - 輪椅人士專用 1

  - 災害應對型自動售賣機

## 鄰近設施
山陽自動車道
(20)笠岡IC - 篠坂停车区 - (21)福山東IC

## 相關項目
- 日本服務區與休息區一覽

## 外部連結
- 西日本高速道路株式會社 （页面存档备份，存于）（日語）